# Prowincja Kiên Giang
Kiên Giang wymowaⓘ – prowincja Wietnamu, położona w południowej części kraju, w Regionie Delty Mekongu nad Zatoką Tajlandzką. Na północy prowincja graniczy z Kambodżą. Stolicą prowincji jest miasto Rạch Giá.

## Podział administracyjny
W skład prowincji Kiên Giang wchodzi trzynaście dystryktów (huyện) i dwa miasta (thị xã oraz thành phố).
- Miasta:

1. Hà Tiên
2. Rạch Giá

- Dystrykty:

1. An Biên
2. An Minh
3. Châu Thành
4. Giang Thành
5. Giồng Riềng
6. Gò Quao
7. Hòn Đất
8. Kiên Hải
9. Kiên Lương
10. Phú Quốc
11. Tân Hiệp
12. U Minh Thượng
13. Vĩnh Thuận